# سل‌کام
سل‌کام (به عبری: סלקום) شرکت مخابراتی اسرائیلی است، که پس از اورنج اسرائیل و بیزک به‌عنوان سومین شرکت بزرگ مخابراتی در اسرائیل شناخته می‌شود.
تمرکز اصلی سل‌کام در زمینه ارائه خدمات اینترنت و تلفن همراه معطوف می‌باشد. این شرکت همچنین در زمینه ارائه خدمات سامانه جهانی مخابرات سیار، سرویس بسته امواج رادیویی، فراپیام، پیامک، شبکه جی‌اس‌ام و اچ‌اس‌دی‌پی‌ای فعالیت می‌کند.
شرکت سل‌کام در سال ۱۹۹۴ توسط داف تادمور تأسیس شد. دفتر مرکزی این شرکت در شهر نتانیا، اسرائیل قرار دارد و بخشی از سهام آن در بازارهای بورس نیویورک و بورس تل‌آویو معامله می‌شود.